# جويلينتون
جويلاينتون كاسيو دي ليرا (بالبرتغالية: Joelinton‏) (14 أغسطس 1996 في البرازيل - ) هو لاعب كرة قدم برازيلي في مركز الهجوم. شارك مع منتخب البرازيل تحت 17 سنة لكرة القدم. أما مع النوادي، فقد لعب مع نادي سبورت ريسيفه ونادي هوفنهايم.

## وصلات خارجية
- جويلينتون على موقع الاتحاد الأوربي (الإنجليزية)
- جويلينتون على موقع إي إس بي إن إف سي (الإنجليزية)
- جويلينتون على موقع قاعدة بيانات كرة القدم.إي يو (الإنجليزية)
- جويلينتون على موقع ليكيب (الفرنسية)
- جويلينتون على موقع ناشيونال فوتبول تيمز (الإنجليزية)
- جويلينتون على موقع Soccerbase.com (لاعب) (الإنجليزية)
- جويلينتون على موقع Soccerway.com (الإنجليزية)
- جويلينتون على موقع عالم كرة القدم.نت (الإنجليزية)
- جويلينتون على موقع AS.com (الإسبانية)